# Аряктыбаш
Аряктыбаш (баш. Аръяктыбаш) — упразднённый хутор в Макаровском районе БАССР Башкирской АССР РСФСР СССР. Входил в состав Ахмеровского сельсовета. Ныне находится на территории Ишеевского сельсовета в Ишимбайском районе Республика Башкортостан Российской Федерации.

## География
Находился в истоке речки Арякла, среди лесов Макаровского лесничества, совсем рядом с шиханами Куштау и Шахтау.

### Географическое положение
Расстояние до:
- районного центра (Ишимбай): ? км,
- центра сельсовета (Ахмерово): 5? км,
- ближайшей ж/д станции (Стерлитамак): 17 км.[1]

## История
Основан в 1950-е годы, в 1961 г. включён в учётные данные.
Существовал до 1968.

## Население
| 1959 |
| ---- |
| 23   |